# Doris Lessing
Doris Lessing (născută Doris May Tayler; n. 22 octombrie 1919, Kermanshah, Iran – d. 17 noiembrie 2013, Londra, Anglia, Regatul Unit) a fost o romancieră, poetă și dramaturgă britanică, laureată a Premiului Nobel pentru literatură în anul 2007.
Celebră de la prima sa carte, Vaincue par la brousse (1950), autoare a aproximativ douăzeci de romane, inclusiv bestseller-ul internațional Le Carnet d'or (1962), ea a fost considerată o femeie de litere dedicată și activistă. Activismul ei s-a manifestat în special pentru marxism, anti-cauze colonialiste și anti-apartheid. Ea a fost, de asemenea, asociată cu lupta feministă fără să fi pretins sau să-și fi dorit această asociere.
Opera lui Doris Lessing este polimorfă. Profund autobiografică, este inspirată în special din experiența africană a autoarei, din tinerețe, sau din angajamentele sale sociale sau politice. Stilul său romantic, epic, realist și liric i-a permis să abordeze diferite teme precum conflictele culturale, nedreptățile rasiale și etnice, contradicția dintre conștiința individuală și binele comun, violența dintre ființe și clase, dezrădăcinarea sau copilăria. Foarte apreciată pentru diversitatea și eclectismul ei, autoarea a scris romane documentare, mărturii, ficțiune vizionară, lucrări științifico-fantastice (Shikasta în 1981) și romane psihologice (Summer Before Night). A evoluat chiar pentru un timp spre ezoterism și parapsihologie cu Descent into Hell (1971).

## Biografie
Doris May Tayler s-a născut în Persia (actualul Iran) în anul 1919. Tatăl său, angajat al unei bănci, a fost grav rănit în timpul Primului Război Mondial și i s-a amputat un membru. Mama ei, asistentă de origine irlandezo-scoțiană, văduvă, recrutată pe frontul Marelui Război l-a îngrijit și ulterior cei doi s-au căsătorit. Doris Lessing a spus povestea părinților săi în Alfred și Emily.
În anul 1925, pe când avea doar șase ani, familia ei s-a stabilit în Rhodesia de Sud (atunci o colonie britanică), sperând să facă avere cultivând porumb, tutun și cereale, apoi căutând aur. Soții Tayler au avut dificultăți în a face față climei aspre, iar tânăra Doris a fost afectată alternativ de malarie și dizenterie din cauza atacurilor țânțarilor.
A locuit într-un internat catolic condus de călugărițe pe care nu le-a tolerat și a fost în opoziție constantă cu mama ei care era protestantă. A părăsit definitiv școala la 15 ani, lucrând ca bonă și mai târziu, la 18 ani, ca operator de centrală în Salisbury (fosta capitală a Rhodesiei de Sud). Revenită pentru o vreme la ferma părintească, a devenit pasionată de literatură și s-a cufundat în lectura mai multor mari clasici din secolele al-XIX-lea și al-XIX-lea, secole care i-au influențat creația literară: Lev Tolstoi, Stendhal, Fiodor Dostoievski și Honoré de Balzac. A mai citit cu interes cărți de Marcel Proust și Virginia Woolf.
În anul 1938 a început să scrie romane în timp ce avea mai multe locuri de muncă pentru a-și câștiga existența. Ea a scris, de asemenea, nuvele și povestiri, reușind să vândă două în Africa de Sud.
Anul următor, la vârsta de nouăsprezece ani, s-a căsătorit cu un funcționar public, Frank Wisdom, cu care a avut doi copii, John și Jean, dar pe care l-a părăsit în anul 1943 după ce a întâlnit, în timpul unei întâlniri a simpatizanților marxiști, un cetățean german, comunist și evreu exilat, Gottfried Lessing, cu care s-a căsătorit în anul 1945. Doi ani mai târziu, cuplul a avut un băiat, Peter.

## Traduceri în limba română
- Cealaltă femeie, Editura de Stat pentru Literatură și Artă, 1958
- Tainele noastre nu-s de vânzare, Editura tineretului, 1966
- O coborâre în infern, Ed. Polirom, 2007, ISBN 978-973-46-0922-2
- Povestiri africane, traducere Irina Horea, Ed. Polirom, 2008, 648 pag, ISBN 978-973-46-0356-5
- Al cincilea copil, traducere de Anca-Gabriela Sîrbu, Ed. Polirom, 2008, 195 pag, ISBN 978-973-46-1106-5
- Memoriile unei supraviețuitoare, Ed. Polirom, 2010
- Carnetul auriu, Ed. Polirom, 2011
- Mitra, Ed. Polirom, 2011